# Jerzy Gorgoń
Jerzy Paweł Gorgoń, född den 18 juli 1949 i Zabrze, Polen, är en polsk fotbollsspelare som tog OS-guld i fotbollsturneringen vid de olympiska sommarspelen 1972 i München. Vid de olympiska sommarspelen 1976 i Montréal var han med och tog OS-silver i fotbollsturneringen. Han var också med och tog brons i fotboll-VM i Väst-Tyskland 1974. Han gjorde ett mål mot Haiti och var känd för sitt hårda skott. Gerd Müller, legendarisk västtysk anfallare svarade "Jerzy Gorgon" på frågan vilken försvarare han tyckte var svårast att överlista.